# Setsurō Wakamatsu
Setsurō Wakamatsu (若松節朗, Wakamatsu Setsurō) est un réalisateur de cinéma japonais.

## Biographie
Setsurō Wakamatsu a remporté, pour son film Shizumanu taiyō (沈まぬ太陽), le prix du meilleur film lors de la 33e édition des Japan Academy Prize ainsi que le prix du meilleur film aux Hōchi Film Awards de 2009 et le prix Mainichi du meilleur film la même année.

## Filmographie partielle
- 1994 : Complex Blue (コンプレックス・ブルー?)
- 2000 : Whiteout (ホワイトアウト, Howaitoauto?)
- 2007 : Shikyū no kioku (子宮の記憶?)
- 2009 : Shizumanu taiyō (沈まぬ太陽?)
- 2011 : Yoake no machi de (夜明けの街で?)
- 2014 : Zakurosaka no adauchi (柘榴坂の仇討?)
- 2019 : Kūbo ibuki (空母いぶき?)
- 2020 : Fukushima 50[2]
- 2024 : Umi no chinmoku (海の沈黙?)

## Distinctions
Sauf indication contraire, les informations mentionnées dans cette section peuvent être confirmées par la base de données cinématographiques IMDb,  présente dans la section « Liens externes ».

### Récompenses
- 2001 : prix Mainichi du meilleur film décerné par les lecteurs pour Whiteout[3]
- 2009 : Hōchi Film Award du meilleur film pour Shizumanu taiyō[4]
- 2010 : prix Mainichi du meilleur film pour Shizumanu taiyō[5]
- 2010 : prix du meilleur film pour Shizumanu taiyō aux Japan Academy Prize[6]
- 2021 : prix du meilleur réalisateur pour Fukushima 50 aux Japan Academy Prize[7]

### Nominations
- 2001 : prix du meilleur film et du meilleur réalisateur pour Whiteout aux Japan Academy Prize[8]
- 2010 : prix du meilleur réalisateur pour Shizumanu taiyō aux Japan Academy Prize[6]
- 2021 : prix du meilleur film pour Fukushima 50 aux Japan Academy Prize[7]